# Elise Ottesen-Jensen
Elise Ottesen-Jensen, também conhecida como Ottar, (Høyland, 2 de janeiro de 1886 — Estocolmo, 4 de setembro de 1973) foi uma educadora sexual, jornalista e ativista anarquista e socialista norueguesa-sueca que lutou particularmente pelo planejamento familiar e pelos direitos das mulheres a entender e controlar sua própria sexualidade. Ela fazia parte de um sindicato anarco-sindicalista sueco chamado Organização Central dos Trabalhadores da Suécia (SAC, Syndikalisterna). Ottar foi uma pioneira importante na luta dos direitos das mulheres e do feminismo na Suécia, em particular.
Seu lema pessoal era "Sonho com o dia em que toda criança recém-nascida será bem-vinda, quando homens e mulheres forem iguais e quando a sexualidade for uma expressão de intimidade, alegria e ternura".

## Vida e carreira
Filha de um vigário, Ottar nasceu como Elise Ottesen, décima sétima filha de um grupo de dezoito irmãos, no município de Høyland (parte de Sandnes em 1965) no condado de Rogaland, na Noruega. Mais tarde em sua vida, seu pai enviou sua irmã Magnhild para dar à luz na Dinamarca, para que ela pudesse ser forçada a desistir de seu filho. Maghild não foi informada sobre a gravidez ou o nascimento e, durante nove meses, temia que seu estômago fosse "explodir". Ela cometeu suicídio por causa do desejo pelo filho que teve que deixar para trás. Por isso, Ottar nunca pôde perdoar seu pai, e o destino de sua irmã se tornou uma forte força motriz por seu compromisso com a luta pelos direitos das mulheres.
O sonho de Ottar era tornar-se dentista, mas uma explosão no laboratório de química de sua escola no ensino médio feriu seus dedos, arruinando suas chances de seguir uma carreira de dentista. Em vez disso, começou a trabalhar em um jornal e acabou se tornando jornalista. Ela sempre questionou as pregações de seu pai e chegou cedo à conclusão de que não era cristã. Ela havia descoberto que suas simpatias eram com os socialistas, e era com eles que ela lutaria pelo resto de sua vida.